# 1,3-butaandiamine
1,3-butaandiamine is een organische verbinding met als brutoformule C4H12N2. De stof komt voor als een kleurloze vloeistof, die zeer goed oplosbaar is in water.

## Toxicologie en veiligheid
1,3-butaandiamine ontleedt bij verbranding, met vorming van giftige dampen van stikstofoxiden. De oplossing in water is een matig sterke base. De stof reageert met oxiderende stoffen.
De stof is corrosief voor de ogen, de huid en de luchtwegen.